# Astronesthes bilobatus
Astronesthes bilobatus és una espècie de peix de la família dels estòmids i de l'ordre dels estomiformes.

## Morfologia
- Els mascles poden assolir 20,8 cm de longitud total.[4][5]

## Hàbitat
És un peix marí i d'aigües profundes que viu entre 50-2.230 m de fondària.

## Distribució geogràfica
Es troba al Pacífic occidental (incloent-hi el Mar de les Filipines), l'Índic i una petita àrea de l'Àfrica austral.